# Alfacalcidol
Alfacalcidol (hoặc 1-hydroxycholecalciferol) là một chất tương tự vitamin D được sử dụng để làm chất bổ sung ở người và làm phụ gia thức ăn cho gia cầm.
Alfacalcidol có tác động yếu hơn đến chuyển hóa calci  và nồng độ hormone tuyến cận giáp  so với calcitriol, tuy nhiên alfacalcidol có tác dụng đáng kể đối với hệ thống miễn dịch, bao gồm cả tế bào T điều tiết. Nó được coi là một hình thức bổ sung vitamin D hữu ích hơn, chủ yếu là do thời gian bán hủy dài hơn nhiều và tải trọng thận thấp hơn. Đây là chất chuyển hóa vitamin D được kê toa phổ biến nhất cho bệnh nhân mắc bệnh thận giai đoạn cuối, do chức năng thận bị suy giảm làm thay đổi khả năng thực hiện bước hydroxyl hóa thứ hai cần thiết cho sự hình thành dạng hoạt động sinh lý của vitamin D, 1, 25-dihydroxyv vitamin D3. Alfacalcidol là một chất chuyển hóa vitamin D3 hoạt động tốt, và do đó không cần bước hydroxyl hóa thứ hai ở thận.
Chất này được cấp bằng sáng chế vào năm 1971 và sau đó được chấp thuận cho sử dụng trong y tế vào năm 1978.

## Tên thương mại
Tên thương mại dược phẩm của chất này bao gồm AlphaD và One-Alpha.

## Loài động vật khác
Được sử dụng như một chất phụ gia thức ăn cho gia cầm, nó ngăn ngừa chứng loạn sản xương chày và tăng khả dụng sinh học phytate. 